# Santa Maria in Calanca
Santa Maria in Calanca – miejscowość i gmina w południowo-wschodniej Szwajcarii, w kantonie Gryzonia, w regionie Moesa.

## Demografia
W Santa Maria in Calanca mieszka 115 osób. W 2020 roku 13,9% populacji gminy stanowiły osoby urodzone poza Szwajcarią. 
| Rozwój mieszkańców w Santa Maria in Calanca | Rozwój mieszkańców w Santa Maria in Calanca | Rozwój mieszkańców w Santa Maria in Calanca | Rozwój mieszkańców w Santa Maria in Calanca | Rozwój mieszkańców w Santa Maria in Calanca | Rozwój mieszkańców w Santa Maria in Calanca | Rozwój mieszkańców w Santa Maria in Calanca | Rozwój mieszkańców w Santa Maria in Calanca | Rozwój mieszkańców w Santa Maria in Calanca | Rozwój mieszkańców w Santa Maria in Calanca | Rozwój mieszkańców w Santa Maria in Calanca | Rozwój mieszkańców w Santa Maria in Calanca | Rozwój mieszkańców w Santa Maria in Calanca |
| ------------------------------------------- | ------------------------------------------- | ------------------------------------------- | ------------------------------------------- | ------------------------------------------- | ------------------------------------------- | ------------------------------------------- | ------------------------------------------- | ------------------------------------------- | ------------------------------------------- | ------------------------------------------- | ------------------------------------------- | ------------------------------------------- |
| Rok                                         | 1808                                        | 1850                                        | 1900                                        | 1950                                        | 2000                                        | 2010                                        | 2011                                        | 2012                                        | 2013                                        | 2014                                        | 2015                                        | 2020                                        |
| Liczba mieszkańców                          | 207                                         | 206                                         | 163                                         | 202                                         | 111                                         | 109                                         | 117                                         | 113                                         | 110                                         | 102                                         | 110                                         | 115                                         |